# Природни резерват Цигански поток
Природни резерват Цигански поток jе локалитет у режиму заштите I степена, површине 207,75ha, окружен је великим гребенима Чока Њолте и Кошобрда и планинским подручјем које почиње Шомрдским каменом.
Веома влажна долина Циганског потока условљава формирање умереније климе, тако да у њој преовлађује шуме сладуна и цера и шуме букве са орахом. Посебна вредност резервата јесу станишта чистих орахових шума (Parietario-Junglandetum) на источној падини, при дну увале Циганског потока. Унутар резервата јављају се и чисте букове шуме на силикатима (Fagetum submontanum), а на уским гребенима чисте шуме китњака (Quecetum maontanum).